# Fleet management
Fleet Management (angl. původ Fleet Management Systems – FMS, česky správa vozového parku nebo systémy pro správu vozového parku) je nejednoznačný název označující širokou paletu řešení v oblasti informačních technologií pro různé použití v automobilovém průmyslu. Nejčastěji označuje:
- kompletní administrativní správu vozového parku,
- skupinu telematických systémů pro vozidla.
- typ elektronické datové sběrnice pro přenos dat v nákladních vozidlech a strojích, úplným názvem "FMS-Standard"

## Správa vozového parku
V širším pojetí zahrnuje Fleet Management všechny činnosti, jež souvisí s pořízením, správou, péčí, obnovou a odpisem vozidel ve vozových parcích nejrůznějších společností. Základní činnosti komplexního Fleet managementu jsou zejména výběr, nákup, financování nákupu, právní ošetření propůjčování a používání vozidel zaměstnanci nebo uživateli, pojištění, opravy a servisní prohlídky, péče o pneumatiky, likvidace škod, odprodej vozidel a v neposlední řade je součástí Fleet managementu také správa informací o řidičích, jejich profesionálních atestacích, řidičských oprávněních atd.
Takto vnímaný termín preferují zejména časopisy určené speciálně pro segment správců vozových parků (V České republice je nejznámějším[zdroj⁠?!] a nejrozšířenějším[zdroj⁠?!] odborným titulem, který se věnuje této problematice, magazín FLEET firemní automobily. V roce 2010 vznikl nový odborný magazín Business Car se stejným zaměřením).

## Telematické sledovací systémy
V užším smyslu slova termín Fleet Management označuje sledování vozidel pomocí technologie GPS a dalších přídavných zařízení a software, které dávají správcům vozových parků informaci o poloze a dalších datech ze sledovaných automobilů, a to s on-line nebo off-line připojením.
V praxi je možné setkat se s mísením obou pojmů, zejména podle zaměření společnosti, jež s termínem zachází (např. jednoduché lokalizační systémy v nabídce mobilních operátorů jsou tak někdy označené, zatímco u správcovských firem pro vozové parky se zákazníci setkají se širším záběrem termínu ).
Fleet Management je označením celé skupiny informačních technologií (a zároveň je jedním ze stádií) zabývajících se sledováním vozidel a jejich parametrů, která má několik vývojových stádií , které se odlišují množstvím funkcí poskytovaných uživatelům:
- Tracking (umožňuje sledovat jenom polohu),
- Monitoring (k poloze dokáže už také číst data ze sběrnic ve vozech),[5]
- Fleet Management zpracováva také data ze senzorů, umožňuje komunikaci s řidičem, umožňuje i další agendu v návaznosti na provoz uživatele,[6][7]
- Fleet Controlling – charakteristickým rysem je propojování různých informačních systémů do jednoho celku (např. propojení ERP s logistickým software, se systémem pro logistickou optimalizaci tras, s fakturačními systémy se vzájemnou datovou výměnou atd.), predikční, plánovací a analytické mechanismy (např. plánováni AETR, poplachová hlášení) a fuel management (vícestupňová kontrola spotřeby a krádeží pohonných hmot).

Pojmy Fleet Management a Fleet Controling jsou nicméně v praxi často zaměňovány. Vzhledem k neustále dynamickému rozvoji v této oblasti jsou systémy rozšiřovány o další funkce a přísné zaškatulkování může být i matoucí.
Historicky se Fleet Management systémy (FMS) vyvíjely od 80. let 20. století, zejména v USA. Jejich účelem bylo nacházet odcizená vozidla použitím nelicencovaných radiových frekvencí (RF Tracking systems) . V roce 1995, kdy se uvolnila technologie GPS k obecnímu bezplatnému užívání, nastal zlom ve vývoji FMS, k čemu přispěl i rozvoj mobilní komunikace (GSM a datový přenos GPRS), co umožnilo zjišťování polohy vozidel v reálném čase.

## Výzkumy v oblasti Fleet Management
Často citované společnosti pro odborné výzkumy v oblasti Fleet Management jsou Berg Insight a Frost&Sullivan. Zástupci těchto společností vystupují na mezinárodních konferencích pro telematiku (např. konference Navteq nebo Mobile World Congress ) a jejich data využívají přední společnosti pro oblast Fleet Managementu a telematiku obecně, protože jejich záběr je mnohem širší.
Konkrétně švédská výzkumná společnost Berg Insight, která mapuje evropský trh telematiky od roku 2004, za Fleet Management považuje nejrůznější systémy svázané s vozidly, které zahrnují ukládání dat, satelitem rozpoznanou pozici a datovou komunikaci s kanceláří. 